# Funicular do Tibidabo

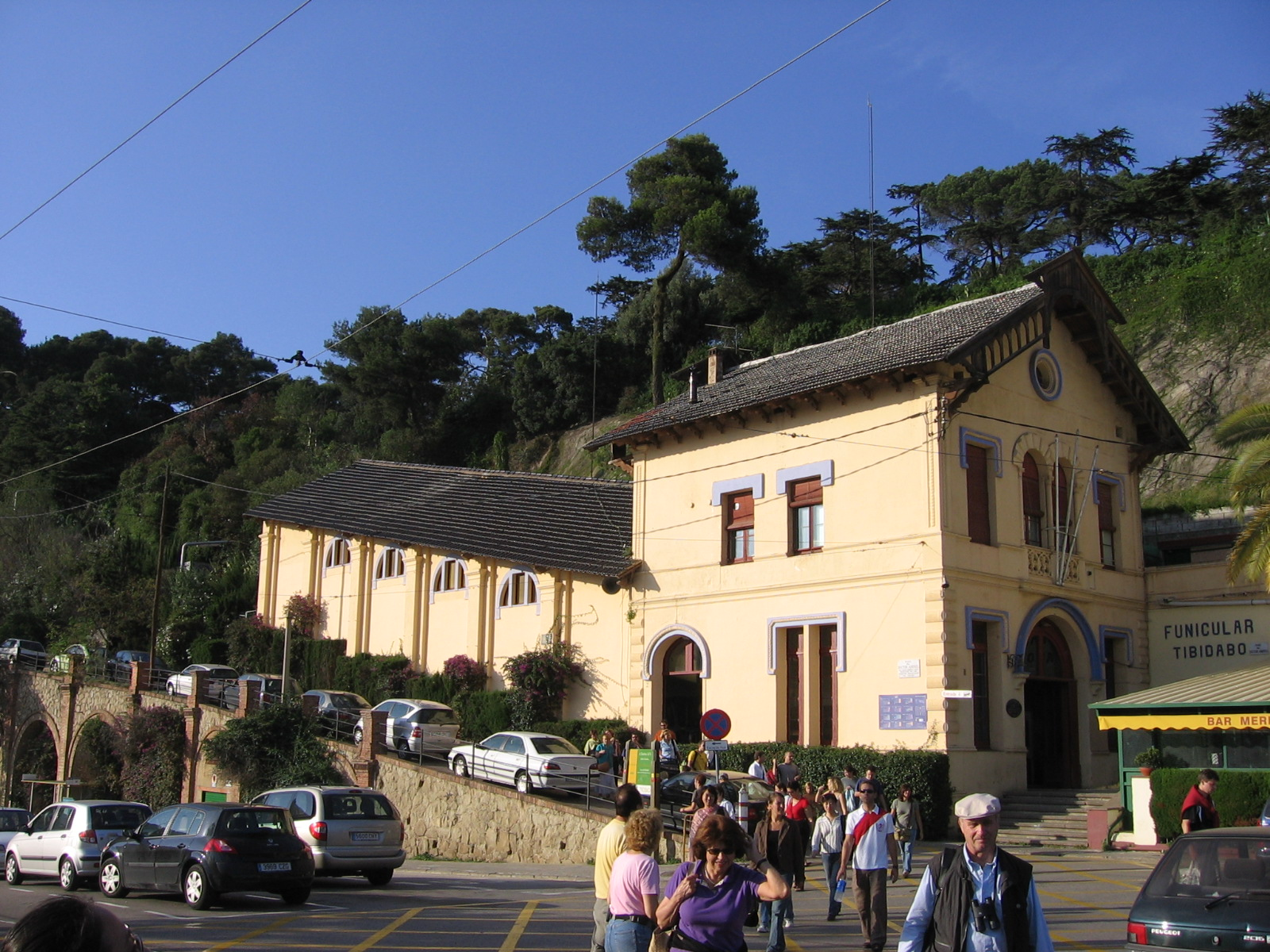
Estação inferior do funicular.

O Funicular do Tibidabo é um funicular de Barcelona que une a Praça do Doctor Andreu com Tibidabo. O seu trajeto tem um comprimento de 1152 metros.
Foi o primeiro transporte com estas características que funcionou em Espanha. Foi inaugurado em 29 de outubro de 1901.
Em 2021 o funicular foi reformado retirando os carros antigos, as pistas antigas e a catenária em favor de um novo layout com carros novos.

## Galería

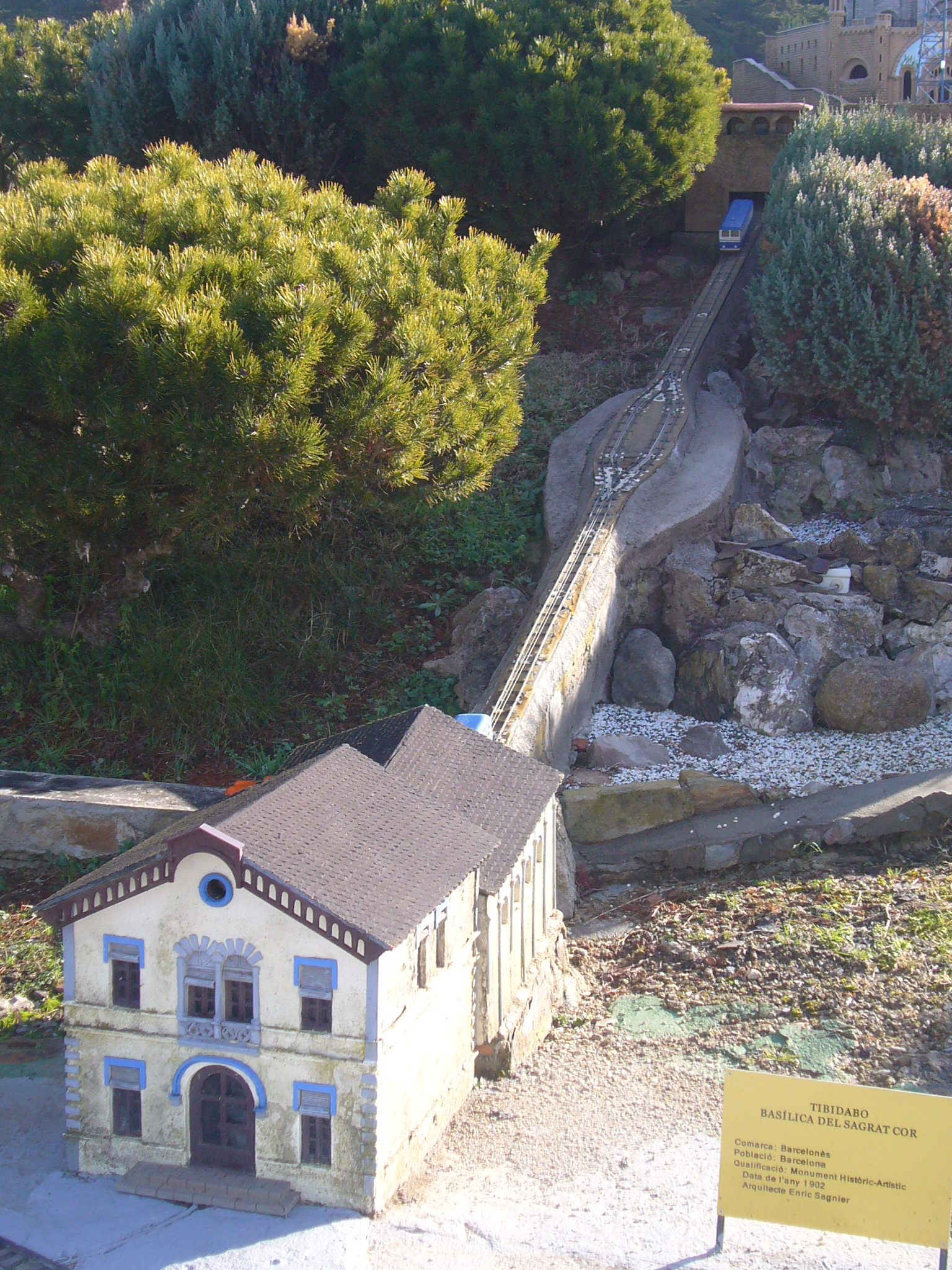
Maqueta do funicular, em Catalunha em Miniatura
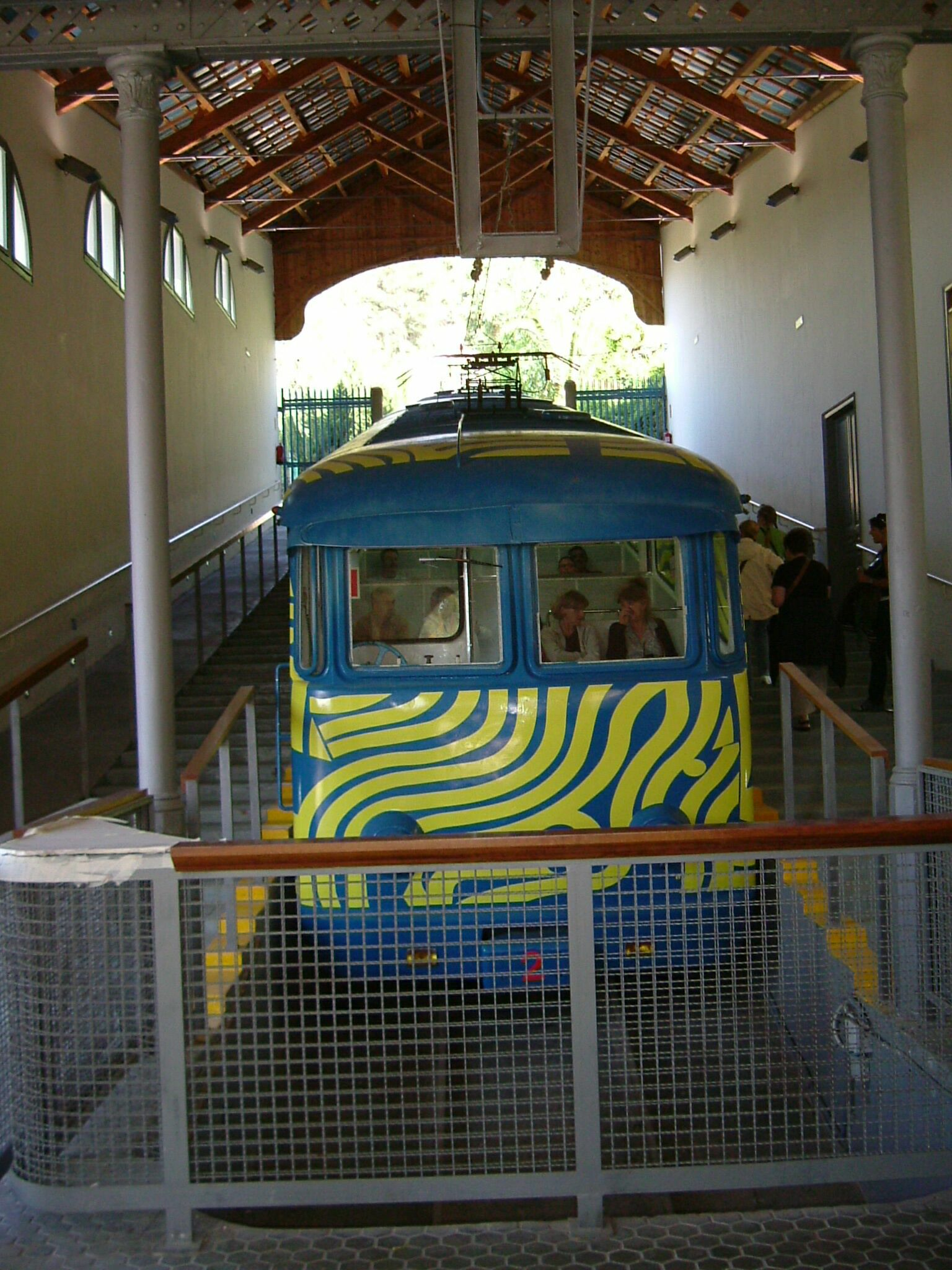
Uma das carruagens do funicular